# Peter (Utah)
Peter, o Petersboro es un lugar designado por el censo ubicado en el condado de Cache en el estado estadounidense de Utah. Según el censo de 2010 tenía una población de 324 habitantes. Peter se localiza dentro de los límites metropolitanos de la ciudad de Logan. La región recibe su epónimo por el pionero mormón Peter Maughan quien colonizó el área y liderizó la iglesia SUD en la comunidad. 

## Geografía
Peter se encuentra ubicado en las coordenadas 41°45′39″N 111°59′3″O / 41.76083, -111.98417. Según la Oficina del Censo, la localidad tiene un área total de 58 km² (22,4 mi²), de la cual la mayoría, 55,8 km² (21,5 mi²), es tierra y el resto (3,84%) es agua.

## Demografía
Según el censo de 2010, Peter tenía una población en la que el 98,8% eran blancos, 0,6% afroamericanos, 0,0% amerindios, 0,3% asiáticos, 0,0% isleños del Pacífico, el 0,0% de otras razas, y el 0,3% pertenecían a dos o más razas. Del total de la población el 2,5% eran hispanos o latinos de cualquier raza.